# Alfredo Catalani
Pour les articles homonymes, voir Catalani.
Alfredo Catalani (né le 19 juin 1854 à Lucques, 7 août 1893 à Milan) est un compositeur italien de la seconde moitié du XIXe siècle.

## Biographie
Eugenio Catalani, le père, était un bon pianiste et un compositeur, élève de Giovanni Pacini. Il s'était consacré à l'enseignement public et privé, au Collège de S. Ponziano, où il a rencontré et épousé plus tard Giuseppina Picconi, appartenant à une famille distinguée de Cesena. Giuseppina a abandonné après son mariage son emploi d'éducatrice dans la maison du noble Ghivizzano. Pour aider son mari, dont les revenus étaient modestes, elle a fondé un institut de formation des femmes qui est devenu l'un des plus réputés de la ville. L'oncle d'Alfredo, Felice Catalani, était aussi un musicien.
Alfredo Catalani a fait de très bonnes études, obtenant son baccalauréat en 1871 (l'année où est morte à quatorze ans sa sœur Elisa). Les parents le poussaient ensuite à poursuivre des études supérieures, mais il avait la passion de la musique. Il  avait appris le piano. Il a approfondi dès sa jeunesse les bases de l'harmonie et du contrepoint à l'Institut de Musique de Lucques, dirigé par Fortunato Magi, oncle de Giacomo Puccini et condisciple de son père, qui soumit l'enfant surdoué à une discipline constante et rigoureuse. Une messe en mi mineur pour quatre voix mixtes et orchestre, composée entre l'automne 1871 et le printemps de l'année suivante fut jouée (selon une vieille tradition de Lucques) sous la direction d'Alfredo, le 9 juin, dans la cathédrale : c'était ses débuts en public, avant même son admission à l'Institut de Musique. Ce morceau est également la seule composition sacrée du musicien. Une symphonie en fa majeur en un seul mouvement (qui révèle les limites dans ce genre du compositeur) fut jouée avec une Romance pour baryton et orchestre sous la direction de l'auteur en juillet 1872, au moment où il achève ses études à l'Institut et obtient le premier prix de contrepoint et de composition. Le concert avait été organisé à l'occasion de la distribution des prix et obtint un grand succès, peut-être le seul, décerné par son lieu de naissance.
En 1872, Alfredo alla étudier à Paris où il fréquenta le conservatoire comme simple auditeur. Admis sans examen, il y étudia la composition avec François Bazin et le piano avec Antoine-François Marmontel. Entre l'automne 1872 et l'été 1873, il assista aux concerts de la Société nationale de musique lors desquels il put entendre les intermèdes de l'Arlésienne de Bizet, l'oratorio Rédemption de César Franck, certains poèmes pour orchestre de Camille Saint-Saëns, et un grand nombre de pièces de musique de chambre, musique vocale et instrumentale, toutes œuvres qui lui ont certainement ouvert de nouveaux horizons.
De retour à Lucques pour le conseil de révision, il y fut réformé pour sa faible constitution. Il entre alors au conservatoire de Milan où il a comme professeur de composition Antonio Bazzini.
Dans ses premières années de séjour à Milan, Catalani a composé beaucoup de musiques de genres divers. Il retourna à Milan à la fin de l'automne 1874, frappé par la mort de son frère Robert. Catalani y trouva du réconfort dans l'étude et grâce à l'amitié d'un élève du conservatoire, Antonio Smareglia. Arrigo Boito lui offrit son livret, une « églogue orientale » en un acte La Falce, pour être mis en musique comme dernier essai à la fin des cours au conservatoire de Milan. Après diverses péripéties, l'opéra fut présenté à l'Académie de théâtre en août 1875 sous la direction du compositeur lui-même. La partition a été publiée en 1876 par Giovannina Lucca, adversaire courageuse de Riccordi et rapporta un peu d'argent au compositeur.
À cette époque, Catalani trouve dans le livret de Elda de Carlo d'Ormeville (tiré de la mythologie nordique de Lorelei) un sujet particulièrement romantique et riche. Le travail l'absorbe pendant environ deux ans.
Le 31 janvier 1880, le drame fantastique en quatre actes est créé, sous la direction de Carlo Pedrotti au Teatro Regio de Turin, et y est représenté neuf fois.
Catalani retourne à Milan au printemps de 1881. Il fait appel à Boito qui, travaillant pour Verdi, lui suggère seulement le livret de Dejanice. Boito lui conseille de demander l'autorisation au vénitien Angelo Zanardini, librettiste de Ponchielli. Ce dernier accepte avec enthousiasme et Catalani compose la musique de Dejanice, un sujet qui a marqué l'abandon momentané du climat romantique. Achevé en 1882, l'opéra a été inclus, grâce à l'intercession de l'indomptable Giovannina Lucca, dans la saison de la Scala et a été représenté le 17 mars 1883.
Son œuvre, influencée par l'opéra italien, doit également à l'opéra lyrique français (il étudia aussi à Paris) et l'opéra romantique allemand. Puccini l'éclipsa, en s'affirmant complètement dans le vérisme que Catalani avait ébauché (La Wally se passe dans les Alpes tyroliennes).
Deux de ses opéras connurent le succès: Loreley (1890) et La Wally, créé à Milan en 1892, dont une aria est le thème central du film Diva de Jean-Jacques Beineix.
Catalani fut également l'auteur d'une messe à quatre voix.
En 1893, il meurt de la tuberculose (hémoptysie).

## Ses œuvres

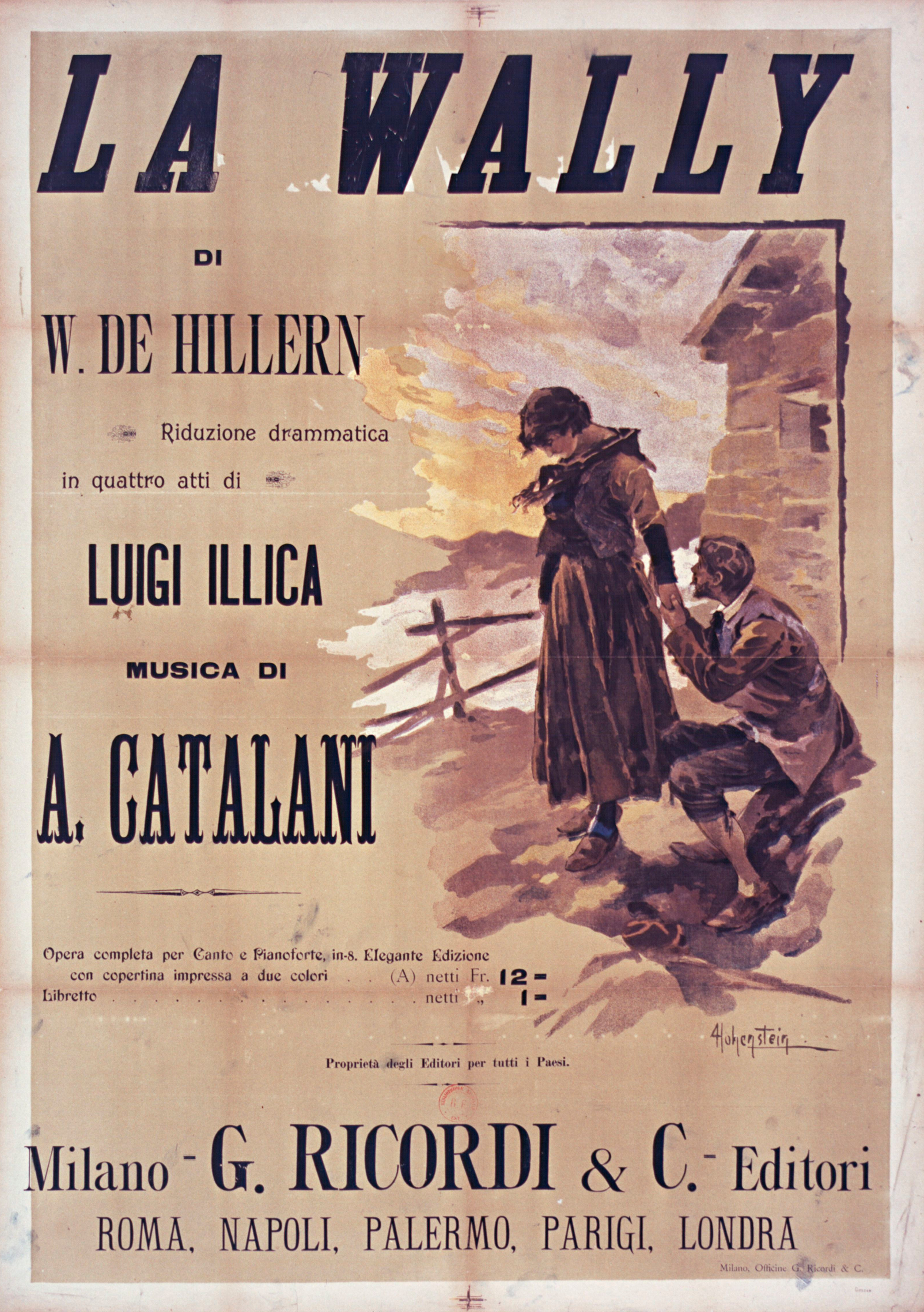
Affiche de La Wally.

### Opéras
- La Falce (Milan, 19 juillet 1875),
- Elda (Turin, 31 janvier 1880 révisé et représenté sous le titre Loreley à Turin le 16 février 1890),
- Dejanice (Milan, 17 mars 1883),
- Edméa (Milan, 27 février 1886),
- Loreley (Milan, 16 février 1890),
- La Wally (Milan, 20 janvier 1892).

### Musique pour orchestre
- Sinfonia a piena orchestra (1872),
- Il Mattino, symphonie romantique (1874),
- Contemplazione (1878),
- Ero e Leandro, poème symphonique (Milan, 9 mai 1885).

### Œuvres diverses
- pièces pour piano,
- des mélodies.

## Écouter sa musique
Air Ne andrò lontana (je partirai loin) interprété par Renata Tebaldi ; extrait de l'opéra La Wally drame lyrique en 4 actes avec un livret de Luigi Illica d'après le roman Die Geyer-Wally de Wilhelmine von Hillern.
DISCOGRAPHIE SÉLECTIVE AU 25/06/2020
- Loreley, avec Elena Suliotis, Piero Cappuccilli, Gianfranco Cecchele, Agostino Ferrin, Rita Talarico, Chœurs et Orchestre de la Scala de Milan, direction Gianandrea Gavazzeni (1968 / 2 CD OPERA D'ORO OPD1965)
- La Wally, avec Renata Tebaldi, Justinio Diaz, Stefania Malagu, Lydia Marimpietri, Mario del Monaco, Pierro Cappuccilli, Alfredo Mariotti, Coro lirico di Torino, Orchestre National de l'Opéra de Monte-Carlo, direction Fausto Cleva (2 CD DECCA 425 417-2)
- Ero e Leandro (poème symphonique de 1884) + Scherzo (1878) + Andantino (?1871) + Contemplazione (1878) + Il Mattino "sinfonia romantica" (1874), par l'Orchestre Symphonique de Rome, direction Francesco La Vecchia (2011 / 1 CD NAXOS 8.573072)

## Source
- Theodore Baker et Nicolas Slonimsky (trad. Marie-Stella Pâris, préf. Nicolas Slonimsky), Dictionnaire biographique des musiciens [« Baker's Biographical Dictionary of Musicians »], t. 1 : A-G, Paris, Robert Laffont, coll. « Bouquins », 1995 (réimpr. 1905, 1919, 1940, 1958, 1978), 8e éd. (1re éd. 1900), 4728 p. (ISBN 978-2-221-06510-5, BNF 36686680), p. 705